# Pachnoda denuttae
Pachnoda denuttae är en skalbaggsart som beskrevs av Ruter 1972. Pachnoda denuttae ingår i släktet Pachnoda och familjen Cetoniidae. Inga underarter finns listade i Catalogue of Life.